# Pont roman de Beaumont-sur-Sarthe
Le pont roman de Beaumont-sur-Sarthe est un ouvrage d'art en arc maçonné d'époque médiévale et localisé entre les communes de Beaumont-sur-Sarthe et Maresché, au sein du départements français de la Sarthe, en région Pays de la Loire. Ce pont surplombe les eaux du cours sarthois au niveau du lieu-dit « La Croix Verte ».
L'ouvrage d'art est construit entre le XIe  et le  XIIe siècle, alors que la cité belmontaise, dénommée à cette époque « Beaumont-le-Vicomte », vient d'être fondée par l'un des seigneurs issus de la lignée des vicomtes du Maine.
Dans un premier temps édifié au moyen de bois de charpente, le pont belmontais, d'architecture romane, est ultérieurement remanié grâce à des blocs de pierre taillée mis en appareillé.
Il fait l'objet de deux destructions partielles, l'une en 1562, à l'époque des insurrections calvinistes au sein du royaume de France ; l'autre en 1944, lors du recul des troupes allemandes face à celles des forces alliées.
Le 18 janvier 1988, un arrêté ministériel attribue à l'ancien pont reliant les villes de Beaumont et Maresché une inscription sur la liste des monuments historiques de France.
Au début des années 2000, le pont belmontais est entièrement réhabilité et restauré.

## Localisation
| - OpenStreetMap Localisation du pont. |

Le pont est situé entre les villes de Beaumont-sur-Sarthe et Maresché, au sein du canton de Sillé-le-Guillaume, dans l'arrondissement de Mamers, département de la Sarthe, en région des Pays de la Loire. Par ailleurs, il franchit le cours de la Sarthe au lieu-dit de « La Croix Verte ».
Enfin, et de manière plus précise, il se dresse entre la « rue Albert-Maignan » (rive droite de la Sarthe), à Beaumont, et la « Rue du Pont-Romain » (rive gauche), à Maresché.

## Histoire
La ville de Beaumont-sur-Sarthe est fondée par l'un des vicomtes du Mans et seigneurs de Beaumont, Hubert de Beaumont-au-Maine, au cours du Xe siècle.
Le pont belmontais, également connu sous le nom de « Pont Romain » est construit entre le XIe  et le  XIIe siècle, sous le commandite des seigeurs locaux. Il servit dans un premier temps comme passage à gué, afin de relier les deux rives de la Sarthe (rivière).
Vers le milieu du XVIe siècle, en 1562, l'ouvrage d'art à vocation stratégique et utilitaire fait l'objet d'une destruction partielle sous le coups des boulets de canon des troupes calvinistes, alors en proie à des mouvements d'émeute.
Au début du XIXe siècle, le pont de la commune sarthoise, alors connue sous le toponyme de « Beaumont-le-vicomte », fait office de passage de la voie impériale raccordant la commune du Mans à celle d'Angers (actuelle route nationale 23).
À la fin de la seconde guerre mondiale, en 1944, le pont de Beaumont-sur-Sarthe subie une nouvelle destruction à la dynamite.
Bien que l'ouvrage d'art demeure encore partiellement démoli, il bénéficie à la fin des années 1980, en date du 18 janvier 1988, d'une inscription sur la liste des monuments historiques de France par arrêté ministériel.
En fin, au début des années 2000, le pont sarthois, fait l'objet d'une complète restauration.

## Description
Il s'agit d'un ouvrage d'art d'architecture romane. À sa fondation, le pont belmontais est constitué d'une solide charpente en bois. Plus tard, il est complètement remanié au moyen de maçonneries composées de blocs de pierre taillées organisées en appareillage. L'édifice est alors muni de 5 arches voûtées qui sont alternées par des piles à encorbellement. Ces nouvelles caractéristiques le rattache dès lors à la famille des ponts dit « à voûtes en maçonnerie », et le classe dans le groupe des ponts « en arc ».

## Galerie et mise en valeur du monument

Différentes vues du pont roman de Beaumont-sur-Sarthe
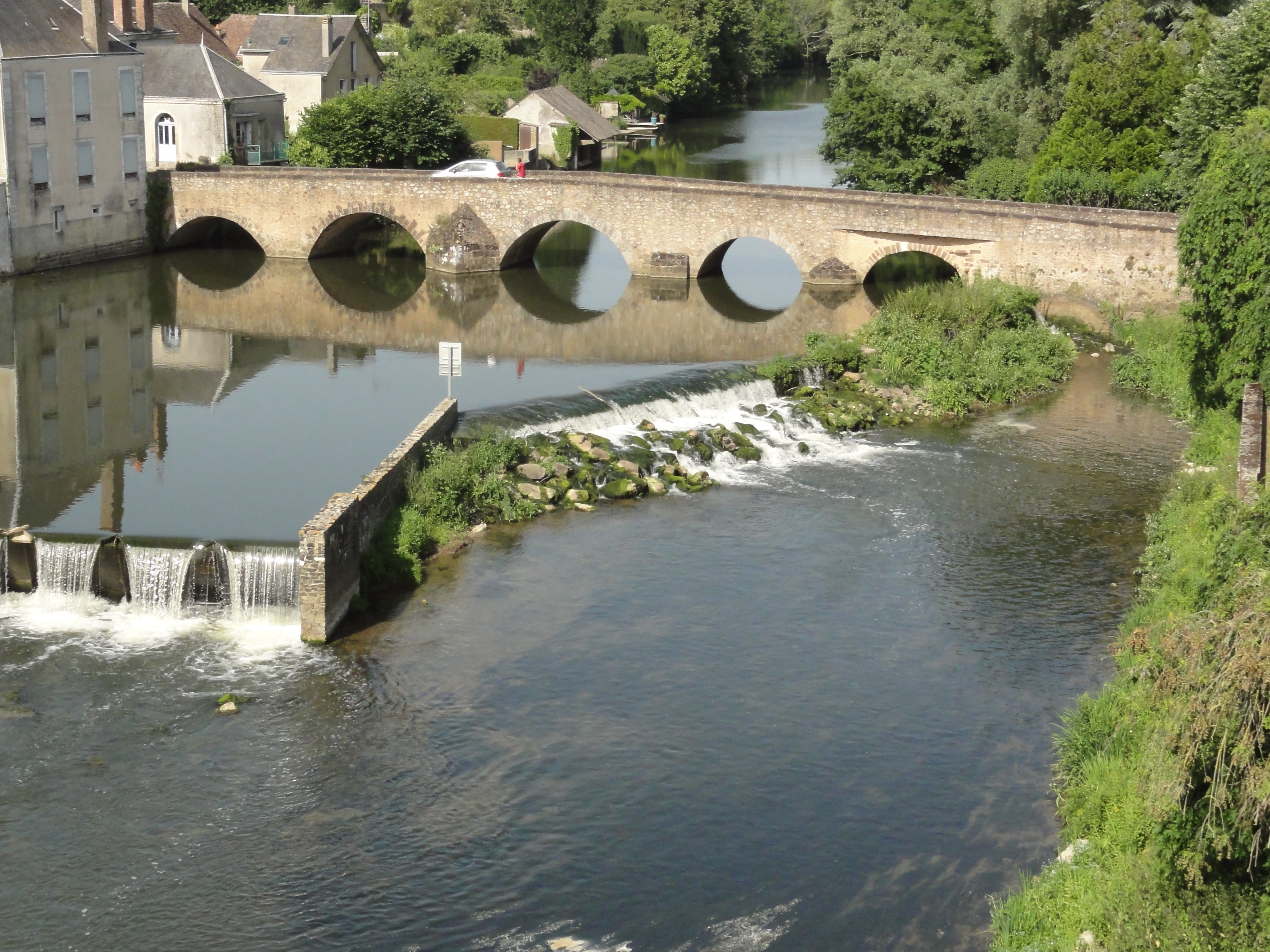
Le pont roman vue du nouveau pont routier.
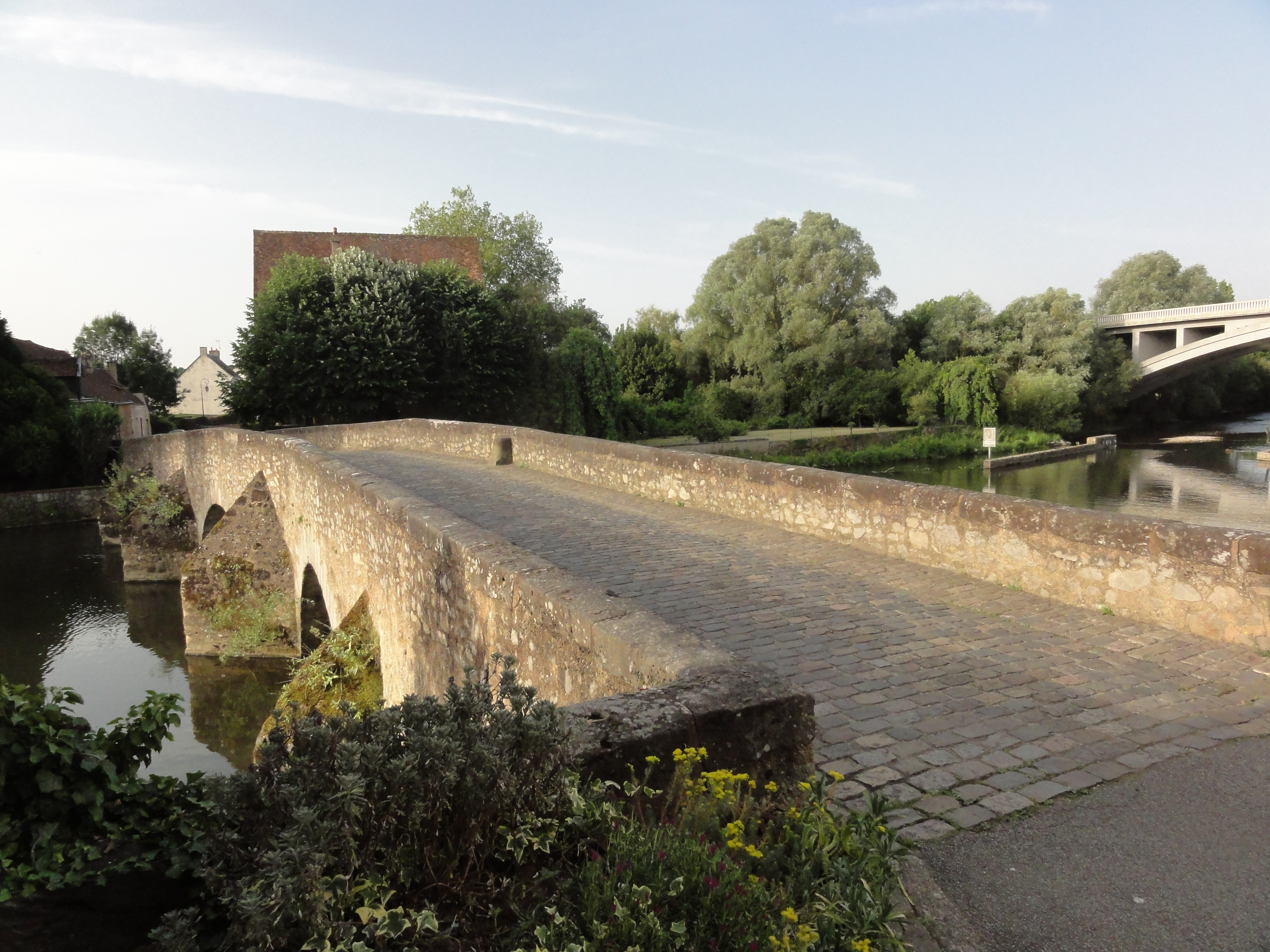
Vue de Beaumont-sur-Sarthe vers Maresché. À l'arrière-plan le nouveau pont routier.
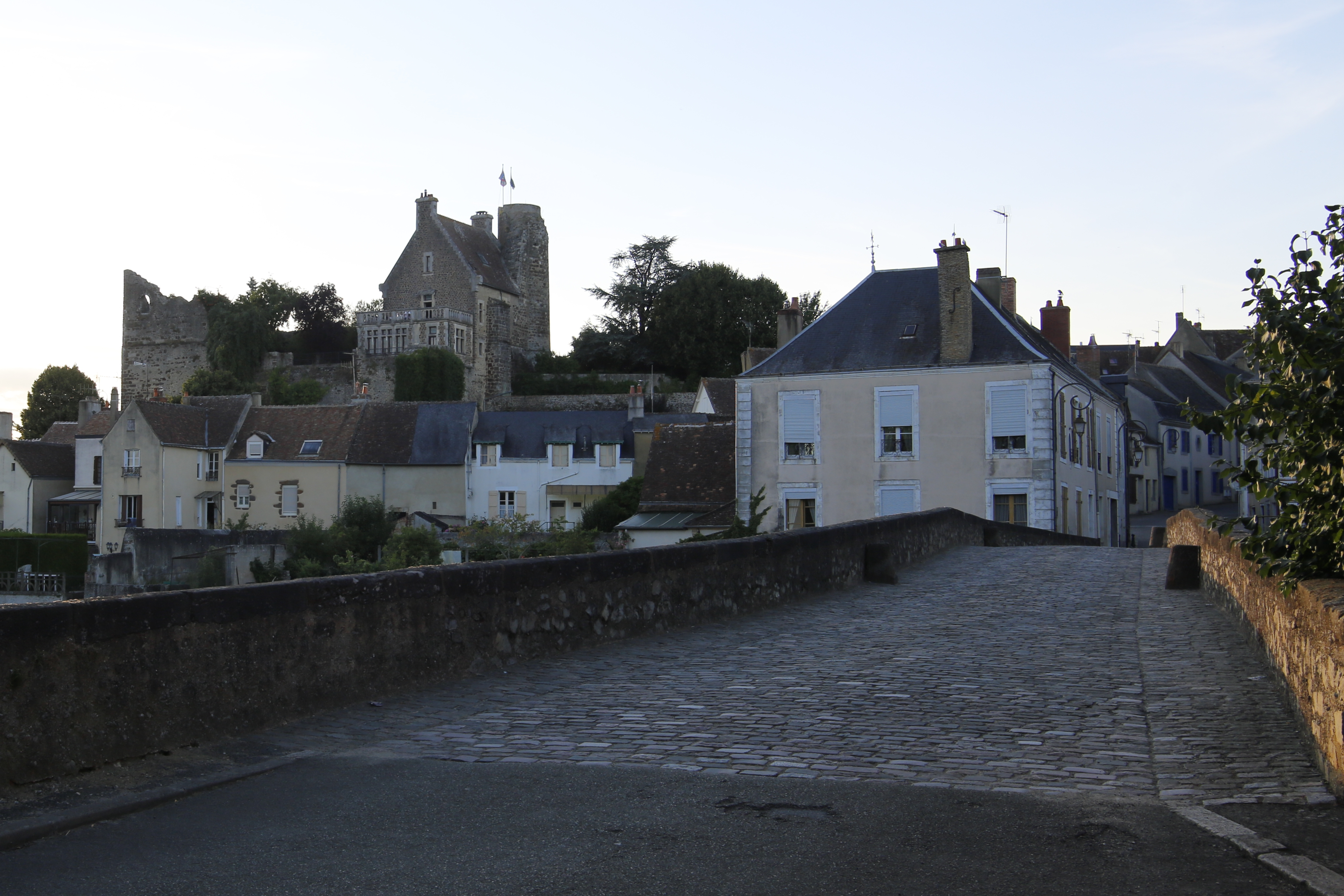
La voie pavée, vue de Maresché à Beaumont-sur-Sarthe.
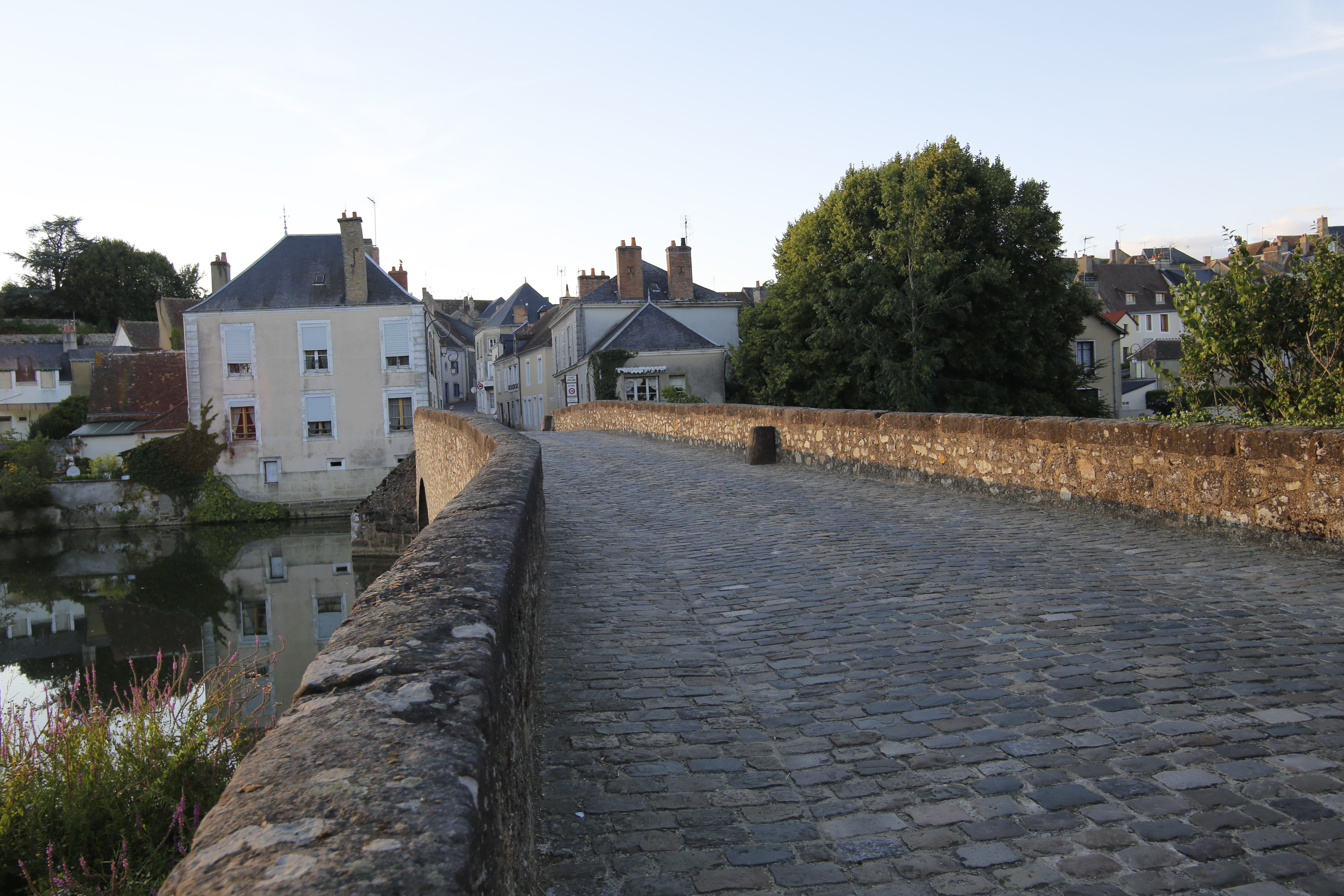
Vue vers Beaumont-sur-Sarthe, la rive droite en aval.
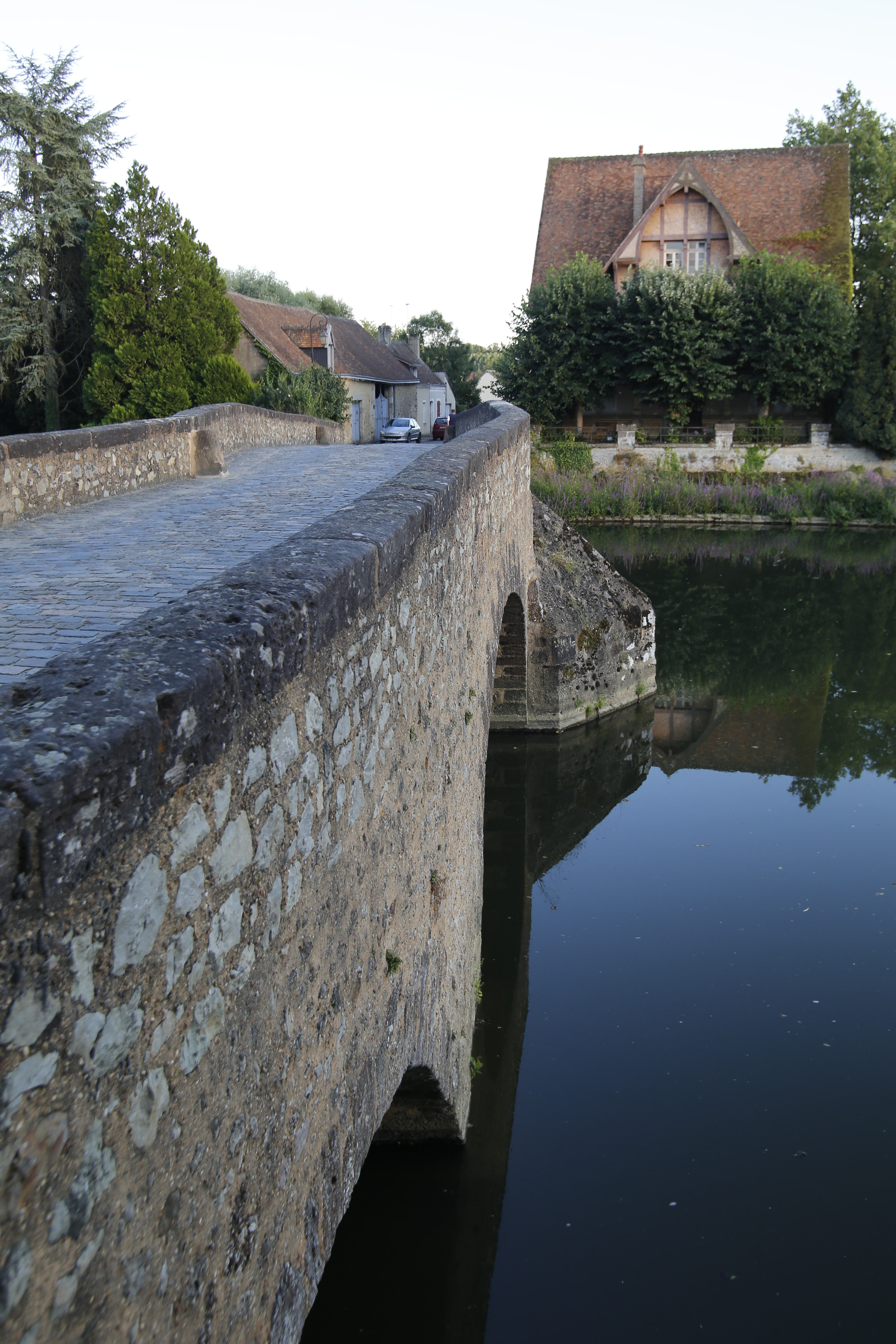
Détails sur les arches.
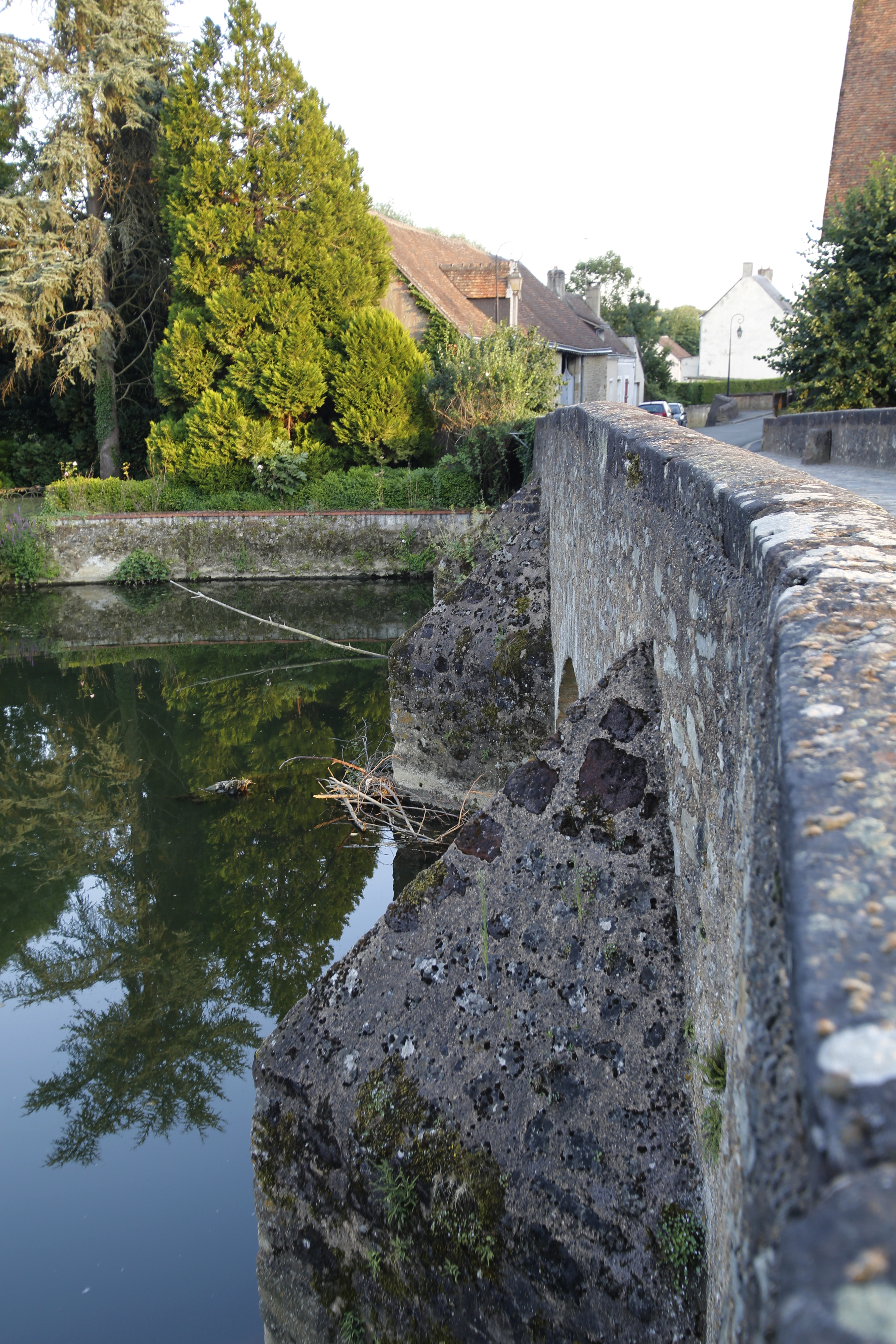
Détails sur les encorbellements.
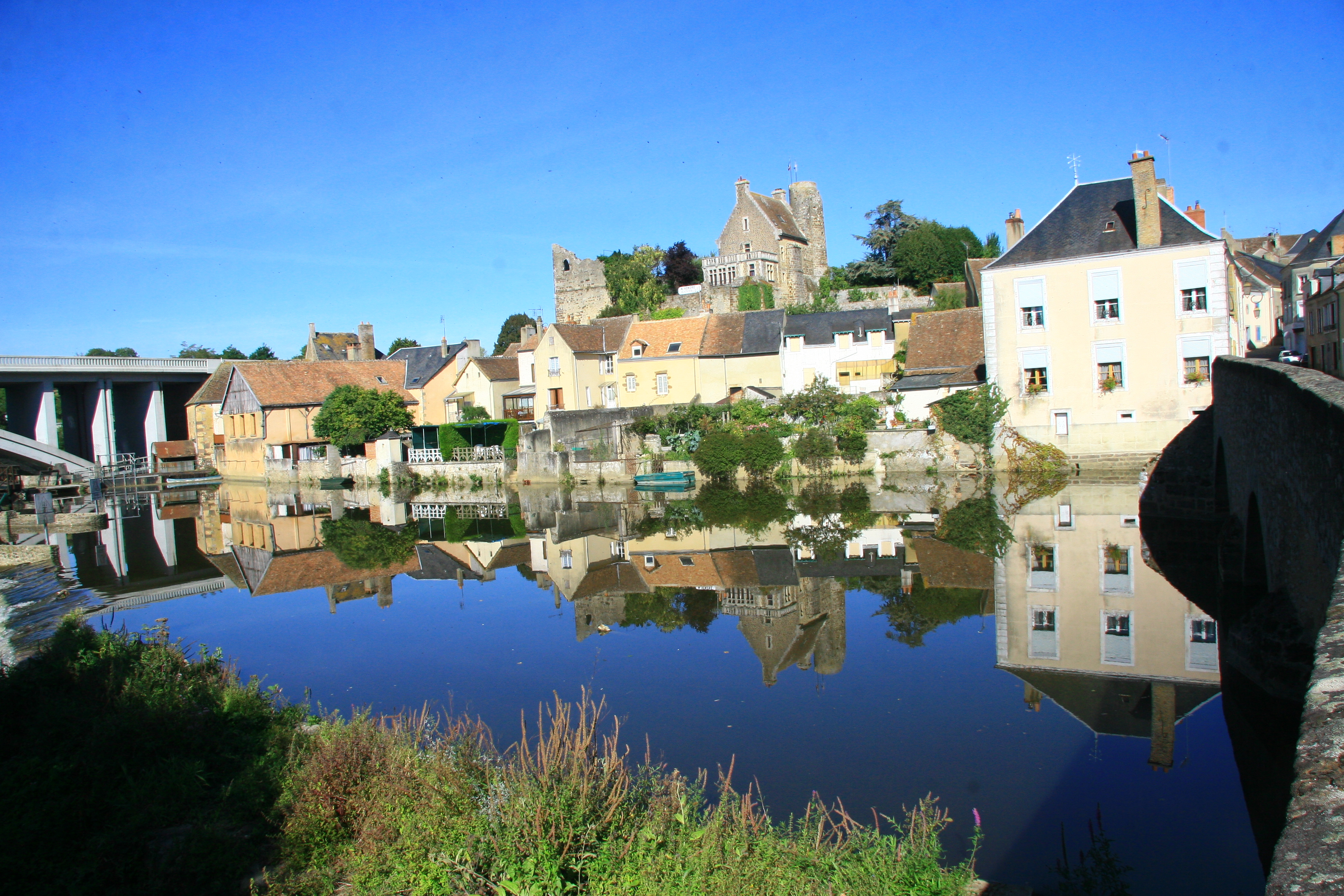
Vue aval depuis la rive gauche. À l'arrière-plan le nouveau pont routier